# Falewicze
Falewicze (biał. Фалевічы; ros. Фалевичи) − wieś na Białorusi, w obwodzie witebskim, w rejonie postawskim, w sielsowiecie Komaje.

## Historia
W czasach zaborów wieś i folwark w gminie Jasiewicze, w powiecie święciańskim, w guberni wileńskiej Imperium Rosyjskiego. W 1866 roku liczyły 90 mieszkańców w 8 domach. W 1905 roku wieś liczyła 85 mieszkańców, 102 dziesięcin; folwark liczył 13 mieszkańców, 60 dziesięcin, własność Kozłowskiego.
Po I wojnie światowej pod administracją polską, w Zarządzie Cywilnym Ziem Wschodnich. W latach 1920–1922 w składzie Litwy Środkowej.
Od 11 kwietnia 1922 wieś leżała w Polsce, w województwie wileńskim, w powiecie święciańskim, od 1926 roku w powiecie postawskim, w gminie Kobylnik.
W 1931:
- wieś w 18 domach zamieszkiwały 94 osoby[4].
- folwark[b] w 1 domu zamieszkiwało 7 osób[4].

Wierni należeli do parafii rzymskokatolickiej w Kobylniku. Miejscowości podlegały pod Sąd Grodzki w Miadziole i Okręgowy w Wilnie; właściwy urząd pocztowy mieścił się w Kobylniku.
W 1938 roku miejscowość należała do gromady Wereńki gminy Kobylnik.
Do 1945 w Polsce. Od 1946 roku w granicach Związku Sowieckiego. Od 1991 w niepodległej Białorusi.